# Медоносні рослини

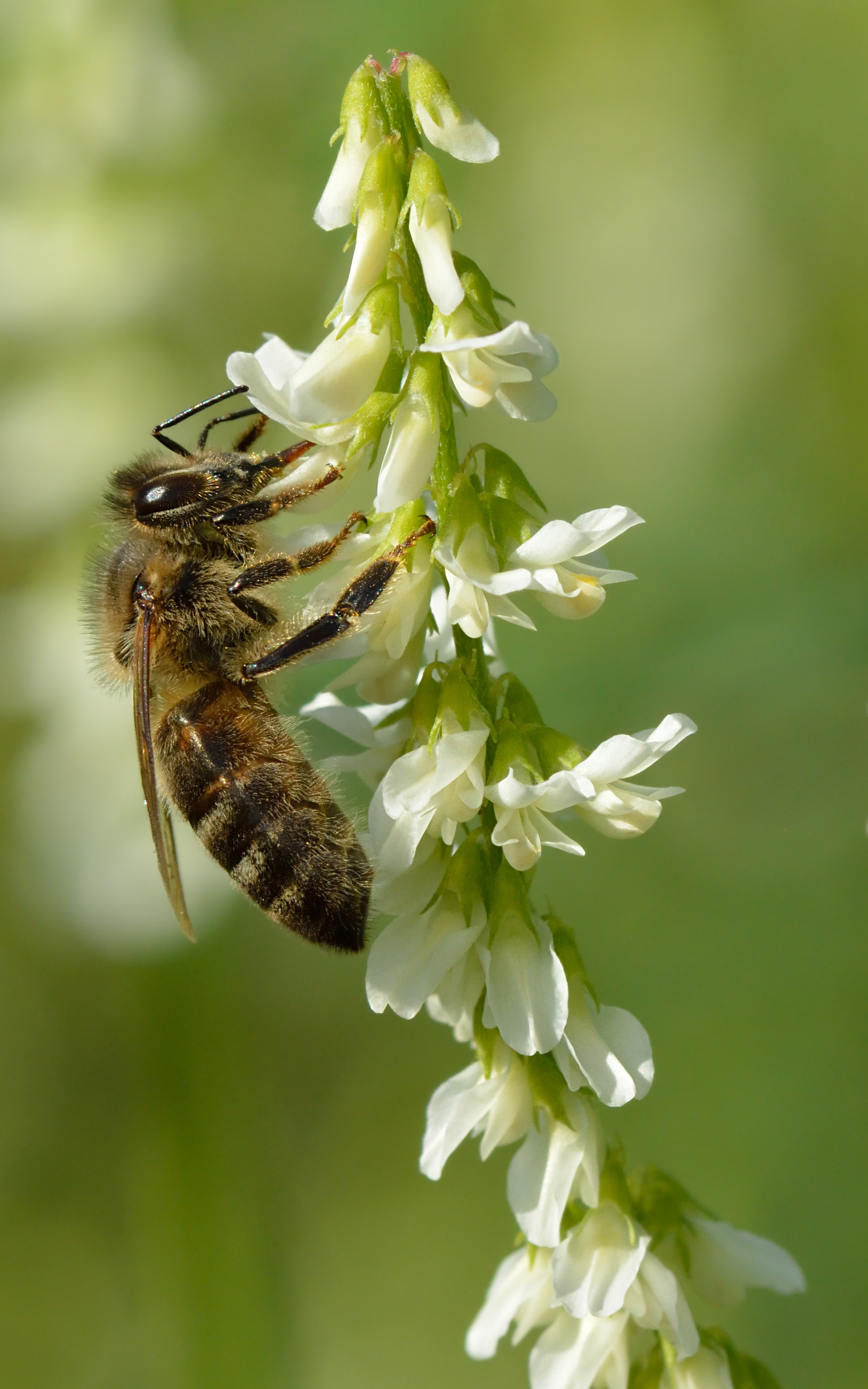
Бджола на квітці буркуна білого (Melilotus albus)

Медоносні рослини (медоноси), або медодайні рослини (медодаї) — група дикорослих і культивованих квіткових рослин, з яких бджоли збирають нектар і пилок, переробляючи згодом їх на мед та пергу.
В Україні практично цінними є понад 100 видів таких рослин, серед яких плодові дерева, ягідні культури, гречка, соняшник, 
ріпак, липа, акація, клен, буркун  та інші.